# 728
Évszázadok: 7. század – 8. század – 9. század
Évtizedek: 670-es évek – 680-as évek – 690-es évek – 700-as évek – 710-es évek – 720-as évek – 730-as évek – 740-es évek – 750-es évek – 760-as évek – 770-es évek
Évek: 723 – 724 – 725 – 726 –  727 – 728 – 729 – 730 – 731 – 732 – 733

## Események

### Európa
- A Ravennai Exarchátus jelentős részét elfoglaló Liutprand longobárd király Sutri városában találkozik II. Gergely pápával és neki adományozza a várost és néhány másik latiumi települést, megvetve ezzel az egyházi állam alapjait.
- A pikt Óengus mac Fergusso fellázad Alpín király ellen és elűzi a trónjáról. A korábban kolostorba vonult király, Nechtan mac Der-Ilei ismét összegyűjti a híveit és visszaszerzi a hatalmát.

### Omajjád Kalifátus
- Hisám kalifa utasítására újjáépítik és kibővítik a kairuáni nagymecsetet.
- A kalifa testvére, Maszlama ibn Abd al-Malik a Kaukázuson átkelve betör a kazárok területére és pürrhoszi győzelmet arat. Visszatérőben a nomádok lecsapnak az utóvédjére és elrabolják a készleteit.
- A kalifa fiai, Muávija és Szaid betörnek Kis-Ázsiába, de jelentős eredményeket nem érnek el.
- Al-Andalusz kormányzását Hudhajfa ibn al-Ahvasz al-Kajszí veszi át, de alig hat hónappal később Oszmán ibn Abí Nisza al-Hatamí váltja.

## Halálozások
- Haszan al-Baszrí, arab teológus
- Dzsarír ibn Atijja, arab költő

## Fordítás
- Ez a szócikk részben vagy egészben  a(z)   728 című angol Wikipédia-szócikk ezen változatának fordításán alapul.  Az eredeti cikk szerkesztőit annak laptörténete sorolja fel. Ez a jelzés csupán a megfogalmazás eredetét és a szerzői jogokat jelzi, nem szolgál a cikkben szereplő információk forrásmegjelöléseként.